# Medinodexia fulviventris
Medinodexia fulviventris är en tvåvingeart som beskrevs av Townsend 1927. Medinodexia fulviventris ingår i släktet Medinodexia och familjen parasitflugor. Inga underarter finns listade i Catalogue of Life.